# Unione Ciclistica Internazionale
L’Unione Ciclistica Internazionale (in francese Union Cycliste Internationale), nota anche con l'acronimo UCI, è l’organo mondiale di governo del ciclismo sportivo.
Fondata nel 1900 a Parigi (Francia), trasferì la propria sede nel 1969 in Svizzera, dapprima a Ginevra, poi, nel 1992, a Losanna e, infine, dal 2002, ad Aigle. Ha competenza su qualsiasi specialità della disciplina con la bicicletta (ciclismo su strada, su pista, indoor, ciclocross, mountain bike, BMX), sia a livello maschile che femminile, e ne organizza i relativi campionati mondiali per le varie categorie e fasce d'età. Dal 2017 il presidente è il francese David Lappartient.

## Storia

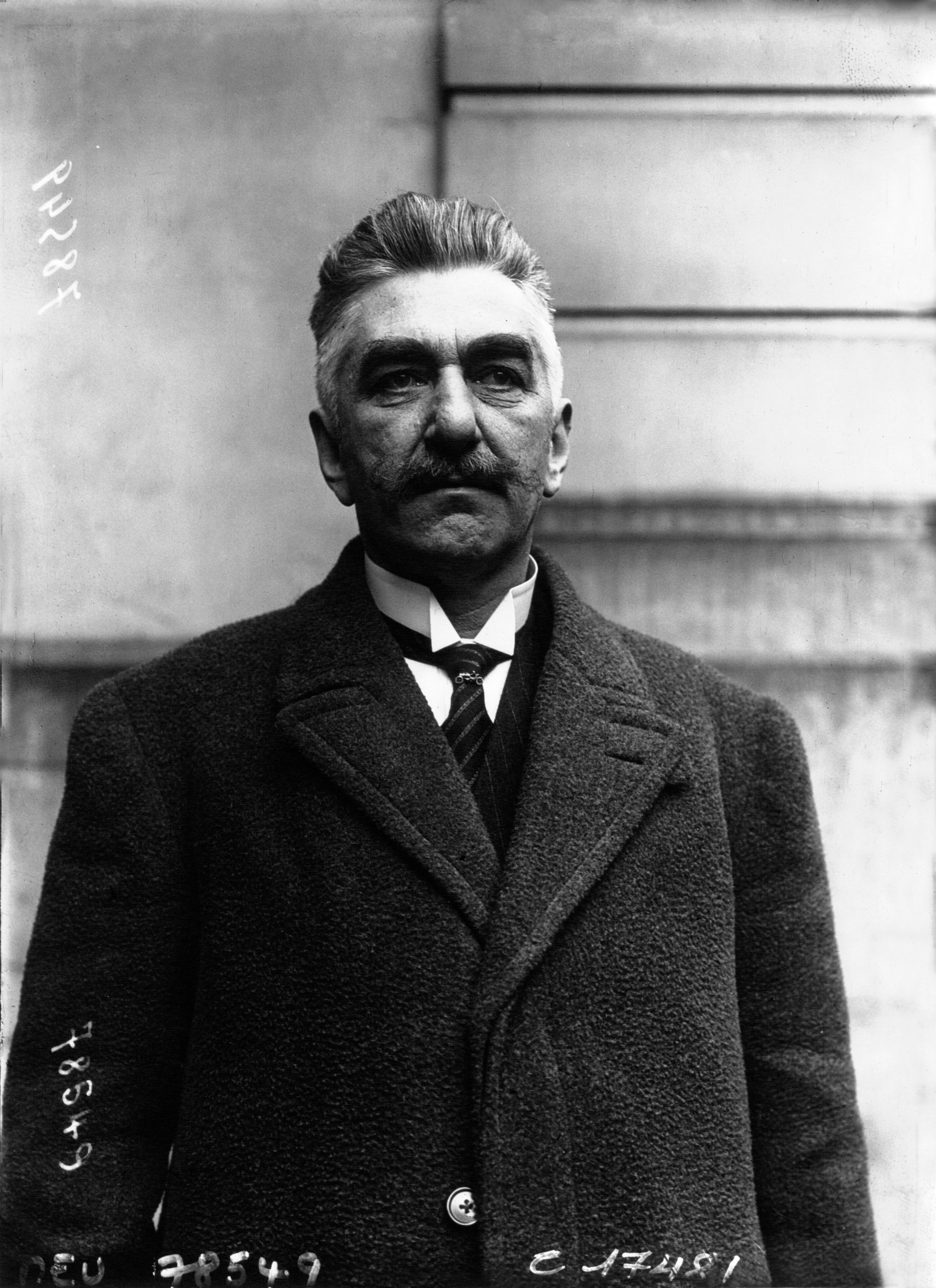
Émile De Beukelaer, primo presidente dell'UCI

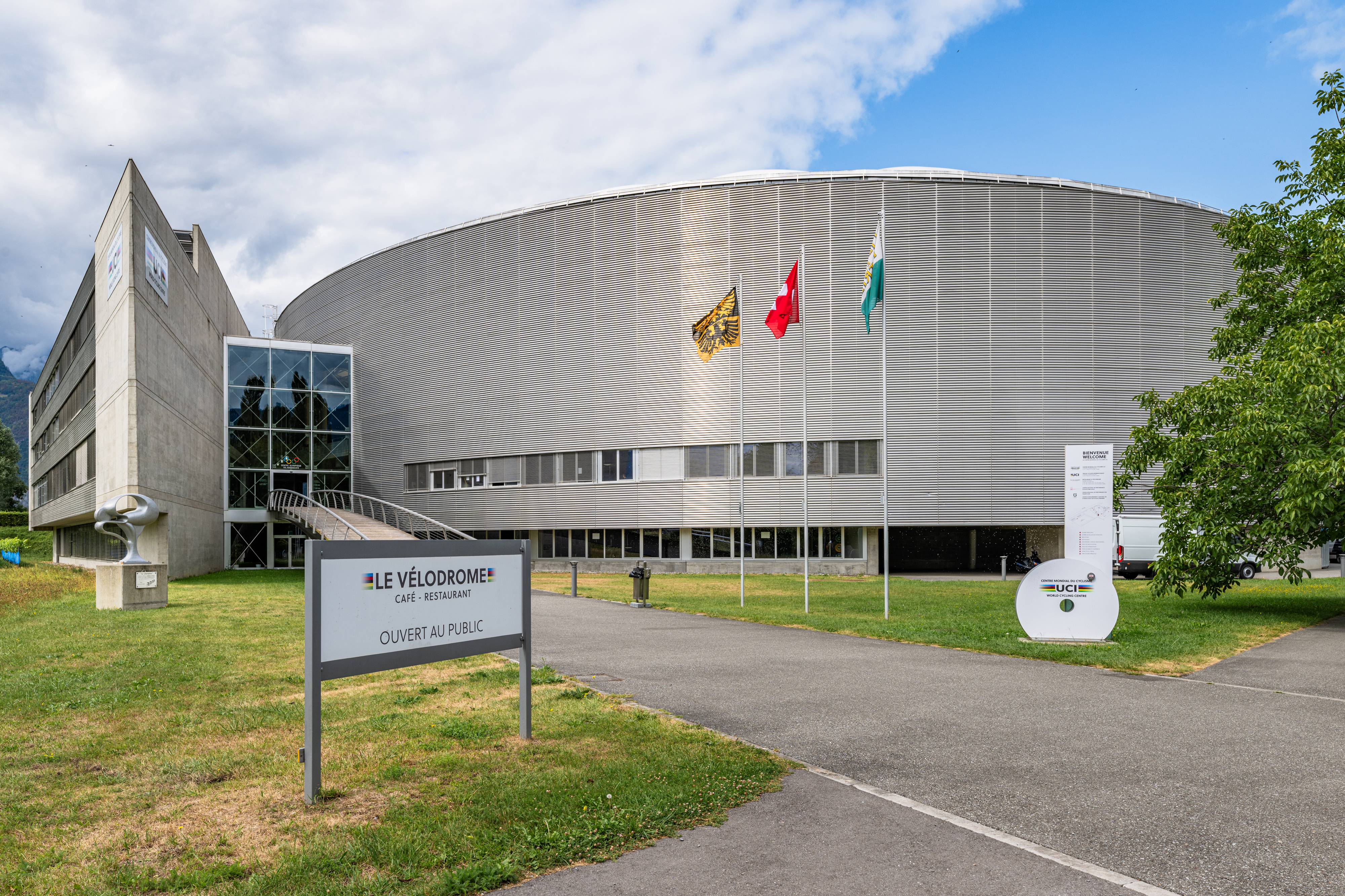
Ingresso della sede dell'UCI a AIgle, in Svizzera

- Émile De Beukelaer (1900-1922)
- Léon Breton (1922-1936)
- Max Burgi (1936-1939)
- Alban Collignon (1939-1947)
- Achille Joinard (1947-1958)
- Adriano Rodoni (1958-1981)
- Luis Puig (1981-1990)
- Hein Verbruggen (1991-2006)
- Pat McQuaid (2006-2013)
- Brian Cookson (2013-2017)
- David Lappartient (2017-)

L'UCI fu fondata il 14 aprile 1900 all'Hôtel de Russie in Boulevard des Italiens a Parigi dalle organizzazioni nazionali di ciclismo di Belgio, Francia, Italia, Stati Uniti d'America e Svizzera, rimpiazzando la preesistente International Cycling Association. I firmatari furono: E. De Beukelaer per il Belgio, A. Riouelle e il conte De Villers per la Francia, M. Bruzzone per l'Italia, V. Breyer per gli Stati Uniti e P. Rousseau per la Svizzera. Il primo congresso si tenne proprio a Parigi nel 1900. Negli anni immediatamente successivi si affiliarono le federazioni nazionali di numerosi Paesi europei, tra cui Spagna e Regno Unito, oltre che di Argentina, Canada e Australia.
Nel 1965, sotto la pressione del CIO, l'UCI creò due federazioni ad essa subordinate, la Federazione Internazionale di Ciclismo Amatoriale (Fédération Internationale Amateur de Cyclisme o FIAC) e la Federazione Internazionale di Ciclismo Professionistico (Fédération Internationale de Cyclisme Professionnel o FICP), ed assunse il ruolo di coordinamento di entrambi i neonati corpi.
La FIAC aveva sede a Roma, la FICP in Lussemburgo e l'UCI a Ginevra.
La FIAC era la più grande delle due organizzazioni, con 127 federazioni membri in cinque continenti, tra le quali dominavano i paesi del blocco orientale; essa organizzava gli eventi di ciclismo ai Giochi olimpici ed i ciclisti FIAC solo in rare occasioni competevano con quelli della FICP.
Solo nel 1992 le due organizzazioni vennero riunificate, tornando a far parte completamente dell'UCI.
La nuova sede fu stabilita ad Aigle e nel 2004 l'UCI fece costruire accanto ad essa un nuovo velodromo di 200 metri ed un nuovo centro ciclistico mondiale.
Attualmente vi aderiscono 170 federazioni nazionali, raggruppate nelle cinque confederazioni continentali.
Dal settembre 2009, dopo un buco nel bilancio del 2008 di 4 milioni di euro, è entrato in vigore un nuovo assetto societario. Al fianco dell'UCI sono state realizzate tre società: la Global Cyling Promotion SA, che cura lo sviluppo del ciclismo nei cinque continenti, la CMC Exploitation SA, che gestisce il centro del ciclismo ad Aigle, e la Fondazione anti-doping, che gestisce la lotta al doping.

### Confederazioni continentali
- Unione europea di ciclismo (UEC)
- Confederazione panamericana di ciclismo (COPACI)
- Asian Cycling Confederation – ACC
- Oceanian Cycling Confederation – OCC
- Confederation Africaine de Cyclisme – CAC

## Competenze

### Ciclismo su strada
L'UCI ha provveduto a classificare le corse a seconda della loro importanza, secondo criteri non completamente accettati dalle organizzazioni delle singole corse, in particolare sono ricorrenti le discussioni tra l'UCI e gli organizzatori dei grandi giri (ASO per il Tour de France, RCS Sport per il Giro d'Italia, ASO per la Vuelta a España) sul calendario ed i diritti televisivi.
In generale, le corse, sia a tappe che in linea, si dividono in:
- Corse appartenenti all'UCI World Tour, le più importanti;
- Corse appartenenti all'UCI ProSeries, a loro volta suddivise in:
  - Corse 1.Pro (in linea), tra le quali Kuurne-Bruxelles-Kuurne, Giro dell'Emilia, Tre Valli Varesine, Scheldeprijs, Milano-Torino, Parigi-Tours, Freccia del Brabante;
  - Corse 2.Pro (a tappe), tra le quali Tour of the Alps, Quattro Giorni di Dunkerque, Giro del Belgio, Giro del Lussemburgo, Giro di Danimarca;
- Corse di Prima Categoria, a loro volta suddivise in:
  - Corse 1.1 (in linea), tra le quali Coppa Agostoni, Giro di Toscana e Giro dell'Appennino;
  - Corse 2.1 (a tappe), tra le quali Giro di Sicilia, Settimana Internazionale di Coppi e Bartali, Volta a Portugal;
- Corse di Seconda Categoria, a loro volta suddivise in:
  - Corse 1.2 (in linea);
  - Corse 2.2 (a tappe);
- Corse nazionali.

#### Ciclismo maschile
Dal 1989 al 2004 l'UCI ha organizzato la UCI Road World Cup, una competizione che incorporava tutte le maggiori gare di un giorno corse durante la stagione. Nel 2005 è stata rimpiazzata dal circuito UCI ProTour che, inizialmente, includeva i tre Grandi Giri ed un ampio numero di gare in linea ed a tappe. In seguito, i tre Grandi giri furono esclusi dal circuito e, nel luglio 2008, tutte le principali società professionistiche abbandonarono il ProTour, mettendo il suo futuro in dubbio. Attualmente le gare del circuito ProTour fanno parte del Calendario mondiale UCI, che racchiude anche i Grandi Giri, le classiche e diverse altre corse, con una classifica generale unica.
Per espandere la partecipazione e la popolarità delle gare di ciclismo su strada in tutto il mondo, l'UCI ha riunito una serie di gare per ogni continente nei cosiddetti UCI Continental Circuits. Le squadre a loro volta sono suddivise in UCI World Tour, UCI Professional Continental Team e UCI Continental Team con licenze diverse a partecipare a tutte le gare del calendario.

#### Ciclismo femminile
L'UCI supporta le competizioni della categoria Elite femminile dal 1959, riunite in un calendario internazionale, inclusa l'organizzazione di una edizione dei Campionati del mondo di ciclismo su strada, parallelo a quello maschile, in cui assegna il titolo di campionessa del mondo a cronometro ed in linea.
Dal 1998, la Coppa del mondo di ciclismo su strada femminile riunisce alcune delle principali gare in linea ed a tappe.

### Ciclismo su pista
Il Campionato del mondo di ciclismo su pista maschile e femminile riunisce diverse specialità di questa disciplina.

### Ciclocross
Ogni eventi sponsorizzato dalla UCI, rientra in una competizione stagionale nota come UCI Cyclo-Cross World Cup. Oltre a questo, una serie di gare in linea sono disputate ogni anno per determinare il Campione del mondo di Ciclocross all'UCI Cyclo-cross World Championships.

### Mountain-bike
Tra le gare di questa disciplina, il Campionato del mondo di mountain bike è la più importante e prestigiosa competizione disputata ogni anno. Include diverse discipline, Cross country, downhill e four-cross.
Oltre a questa competizione, la Coppa del mondo di mountain bike è disputata ogni anno dal 1991.

### BMX
La competizione stagionale è conosciuta come UCI BMX Supercross World Cup, mentre il Campionato del mondo di BMX assegna il titolo di campione del mondo.

### Ciclismo indoor
L'UCI sponsorizza campionati del mondo anche per il ciclismo artistico e la ciclopalla, disputati in un evento annuale noto come campionati del mondo di ciclismo indoor.

## Promozione
L'Unione Ciclistica Internazionale gestisce un canale YouTube e una pagina Facebook ufficiali con lo scopo di promuovere e far conoscere maggiormente il ciclismo.
Il canale YouTube trasmette anche eventi Live e il 31 dicembre 2014 contava 125.000 iscritti che hanno permesso il raggiungimento di oltre 18.000.000 di visualizzazioni con benefici economici, grazie alla partnership UCI-Youtube, di una ingente somma di denaro che ha fatto registrare un costo "for development with youtube" di 40.000 Euro contro i 110.000 dell'anno precedente.